# Inmigración brasileña en Argentina
La inmigración brasileña en Argentina se refiere a un movimiento migratorio desde Brasil hacia uno de sus países limítrofes, Argentina. 
Según el censo nacional de 2022, residen 49.943 brasileños en Argentina aunque según los datos del RENAPER podrían ser más de 76.323 en 2024, lo que convierte a la comunidad en la octava más grande del país, ubicándose debajo de la de los italianos (7° puesto) pero por encima de la de los españoles (9° puesto). La Organización de las Naciones Unidas (ONU) estimaba que al 2017 residían en Argentina unos 50.621 brasileños, mientras que para el Ministerio de Relaciones Exteriores carioca, la cifra asciendia a 84.750, con un aumento importante entre 2016 y 2017 (aproximadamente de un 80,81% entre ambos años).
Una característica que diferencia a la inmigración brasileña de otros flujos migratorios (particularmente de países limítrofes) es que la misma está conformada por empresarios, ejecutivos, profesionales, y en general trabajadores bien calificados. Tienen una particular influencia en la zona de la Triple Frontera, donde cuentan con contactos con los brasileños naturales y los que residen en Paraguay.
Otra peculiaridad que distingue a la comunidad brasileña de las otras colectividades es que tienden a hacinarse mayormente en Misiones y Corrientes, dos provincias menores en población en comparación a otras regiones de Argentina, pero que son limítrofes con Brasil.

## Características
Tanto Argentina como Brasil son considerados países receptores de inmigrantes, por lo que comparten ciertas características culturales y experiencias que marcaron la historia de ambos países, aunque esto no se logró traducir en un gran intercambio de ciudadanos entre ambas naciones. Según estimaciones brasileras, Argentina sería un destino menor, hallándose bastante por debajo de las cifras de inmigrantes brasileros en los Estados Unidos, Japón y Paraguay, teniendo un peso similar al de los que se dirigen a Bélgica y Canadá.
Una característica que marca esta corriente inmigratoria es que históricamente ha sido intermitente e inconstante. Los primeros rastros de una inmigración brasileña hacia Argentina se remontan a la época colonial cuando los esclavos llegaban a la tierra del Río de la Plata, donde huían en busca de las ventajas de leyes que le otorgaran libertad. La similitud de características geográficas y humanas de la zona ayudaron a la rápida adaptación de los brasileños.
Sin embargo, las décadas posteriores a la independencia de ambas naciones las vieron enfrentadas en conflictos y disputas por el statu quo en el Cono Sur que no habían sido resueltas entre las colonias españolas y portuguesas, lo que afectó el movimiento migratorio. Tras finalizar las guerras civiles argentinas (entre 1814 y 1880), se vivió un periodo de estabilidad institucional y modernización en Argentina que la convirtió en un destino atractivo para inmigrantes de todo el mundo, y entre ellos hubo brasileños, los cuales hacia 1918 conformaban el 18% del total de extranjeros de países vecinos. 
Luego, las diversas idas y vueltas institucionales y económicas que sufrieron los dos estados a lo largo del siglo XX conspiraron contra un intercambio sostenido inmigratorio, y los brasileros prefirieron emigrar a países europeos o norteamericanos (particularmente, los Estados Unidos). No obstante, desde al menos el año 1991 se viene registrando un crecimiento ininterrumpido del flujo migratorio brasileño en Argentina; el censo de dicho año informó que esta contabilizaba 33.966 habitantes, pasando a ser 34.712 en 2001 y los mencionados 41.330 en 2010, totalizando un crecimiento del 21,68% en 19 años. Algunos análisis apuntan a la creación del Mercado Común del Sur (Mercosur) para explicar este fenómeno.
Los lazos entre Argentina y Brasil también se alimentan con el intercambio turístico que han tenido ambas naciones, con los argentinos viajando en verano a las playas de Florianópolis y los brasileños viajando en invierno a la nieve de Bariloche.
La mayoría de los inmigrantes brasileros están radicados en Misiones, Corrientes, la Ciudad Autónoma de Buenos Aires, Provincia de Buenos Aires, y Santa Fe. Esta colectividad cuenta en el Parque de las Naciones en Oberá, una de las primeras y más completas casas. La misma representa una vivienda colonial del norte de Brasil de la época del Imperio, sobre las costas del atlántico en la región de Bahía, zona que recibió la mayor influencia de la arquitectura portuguesa.

## Historia
La inmigración brasileña en Argentina se ha destacado históricamente por su número oscilante, sobre todo a partir de 1960, y que a largo plazo siempre ha tendido a disminuir su número. Hacia 1914, los brasileños en el país representaban un 18% del total de extranjeros de países limítrofes y un 0,5 del total de la población, mientras que para 1991, sólo representaban el 4 y el 0,1%, respectivamente.
La situación cambió a partir de ese año. En 1991, la creación del Mercosur propició un nuevo proceso de integración. Se abrieron caminos para nuevas oportunidades en el mercado laboral y, con ellos, un nuevo flujo migratorio brasilero compuesto por técnicos, gerentes, ejecutivos y profesionales transferidos por las empresas que comenzaban a radicarse en Argentina.
En 1966 comenzó a funcionar en Buenos Aires el primer templo de religión afrobrasilera. Para fines de los años 70, ya existían más de 20 templos inscriptos en el Registro Nacional de Cultos no Católicos (RNCNC) que practicaban umbanda y, en menor medida, africanismo. Este número aumentó en las décadas siguientes.
En 1983, los residentes brasileños y sus descendientes crearon la Colectividad Brasileña de Oberá, conformada por familias brasileñas oriundas del Estado de Río Grande del Sur. En esta ciudad, los miembros se dedican principalmente a la agricultura.
Hacia 2009, el Ministerio de Relaciones Exteriores de Brasil estimaba unos 49.500 residentes.
En la actualidad, muchos jóvenes brasileños emigran a diversas partes de Argentina para estudiar carreras universitarias, principalmente medicina, tomando en cuenta el bajo costo de la educación en el país pero olvidando el alto costo de vida del país vecino, que es ampliamente superior al de muchas ciudades importantes de Brasil. Por esta y otras razones como el idioma, muy pocos de los brasileños que emigran al país por razones de estudio consiguen graduarse.

## Procedencia
Según la Encuesta Complementaria de Migraciones Internacionales (ECMI), el 52,1% de los brasileños radicados en Argentina proviene de los estados del sudeste de Brasil –en primer lugar de São Paulo, y después de Río de Janeiro. Los que tienen como origen los estados del sur, representan el 33,4%, y provienen principalmente de Río Grande del Sur, Paraná y Santa Catarina. En cambio, los provenientes de los estados del nordeste, entre los cuales se encuentra Bahía, son sólo el 8,3% del total. Existe, además, un grupo minoritario que proviene del centro-oeste (3,4%) y del norte (0,7%).

## Distribución territorial

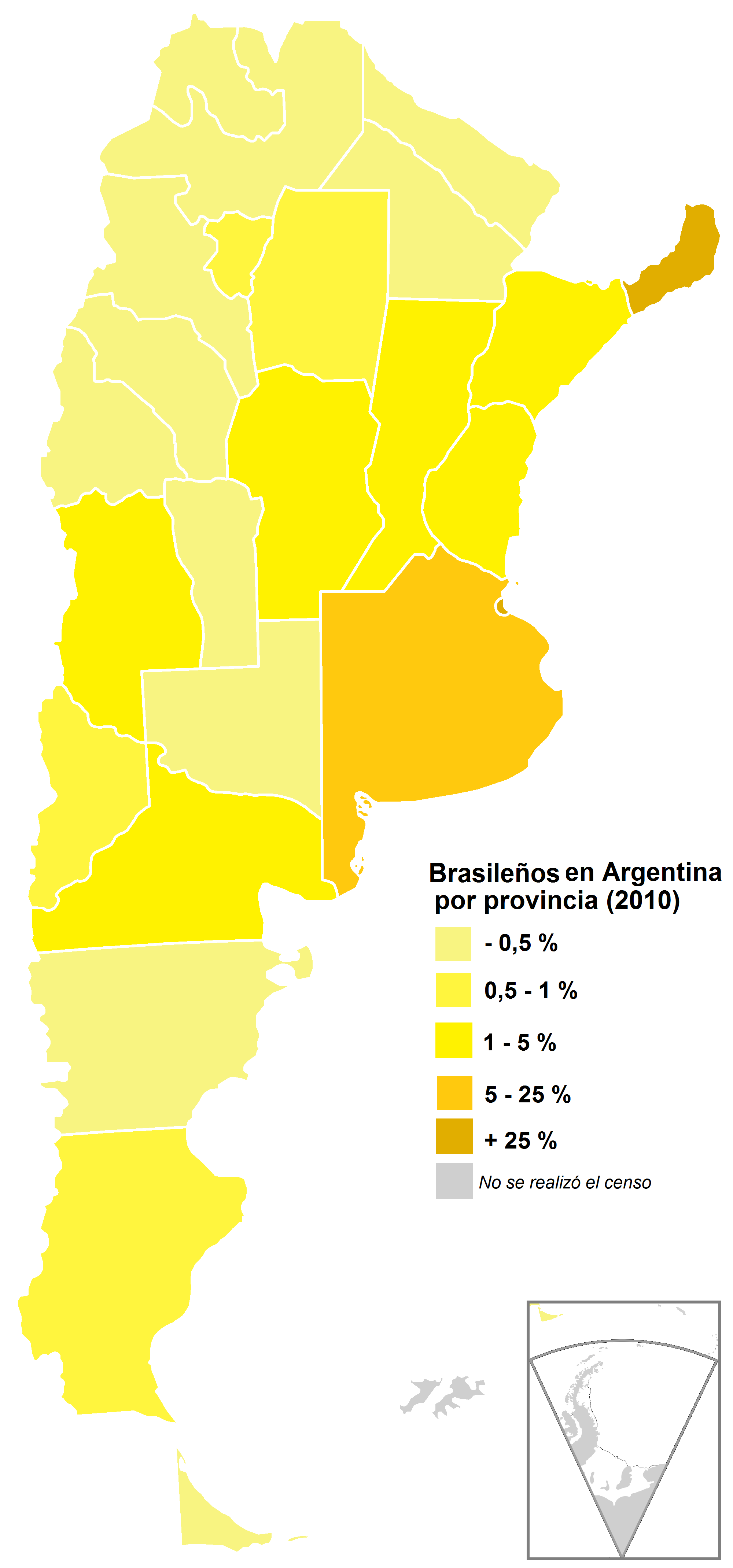
Porcentaje de brasileños en Argentina por provincia según el censo 2010.

El censo nacional de 2022 registró 49.943 personas nacidas en Brasil. La siguiente tabla muestra la distribución en las 23 provincias y la Ciudad Autónoma de Buenos Aires (CABA) según los datos del censo.
| Rango | Provincia              | Nacidos en Brasil | Porcentaje |
| ----- | ---------------------- | ----------------- | ---------- |
| 1     | Ciudad de Buenos Aires | 15.312            | 31,45 %    |
| 2     | Buenos Aires           | 12.358            | 25,00 %    |
| 3     | Misiones               | 8.584             | 23,86 %    |
| 4     | Santa Fe               | 4.716             | 3,70 %     |
| 5     | Corrientes             | 1.817             | 3,30 %     |
| 6     | Córdoba                | 1.603             | 3,00 %     |
| 7     | La Rioja               | 953               | 1,60 %     |
| 8     | Entre Ríos             | 804               | 1,48 %     |
| 9     | Mendoza                | 664               | 1,05 %     |
| 10    | Río Negro              | 428               | 0,58 %     |
| 11    | Neuquén                | 368               | 0,56 %     |
| 12    | Tucumán                | 306               | 0,55 %     |
| 13    | Salta                  | 273               | 0,51 %     |
| 14    | Chubut                 | 268               | 0,47 %     |
| 15    | Jujuy                  | 212               | 0,44 %     |
| 16    | Santiago del Estero    | 187               | 0,43 %     |
| 17    | Tierra del Fuego       | 171               | 0,37 %     |
| 18    | Chaco                  | 170               | 0,34 %     |
| 19    | San Juan               | 166               | 0,30 %     |
| 20    | Santa Cruz             | 163               | 0,30 %     |
| 21    | San Luis               | 162               | 0,22 %     |
| 22    | Formosa                | 104               | 0,20 %     |
| 23    | La Pampa               | 93                | 0,12 %     |
| 24    | Catamarca              | 61                | 0,10 %     |
| TOTAL | Argentina              | 49.943            | 100 %      |

## Sexo y grupos de edad
Según el censo argentino de 2010, del total de 41.330 personas nacidas en Brasil, 17.423 son hombres y 23.907 mujeres. Del total de hombres, 1.717 tienen entre 0 y 14 años, 12.816 entre 15 y 64, y 2.890 son mayores de 65 años de edad. Del total de mujeres, 1.782 tienen entre 0 y 14 años, 17.704 entre 15 y 64, y 4.421 son mayores de 65 años de edad.

## Flujos migratorios

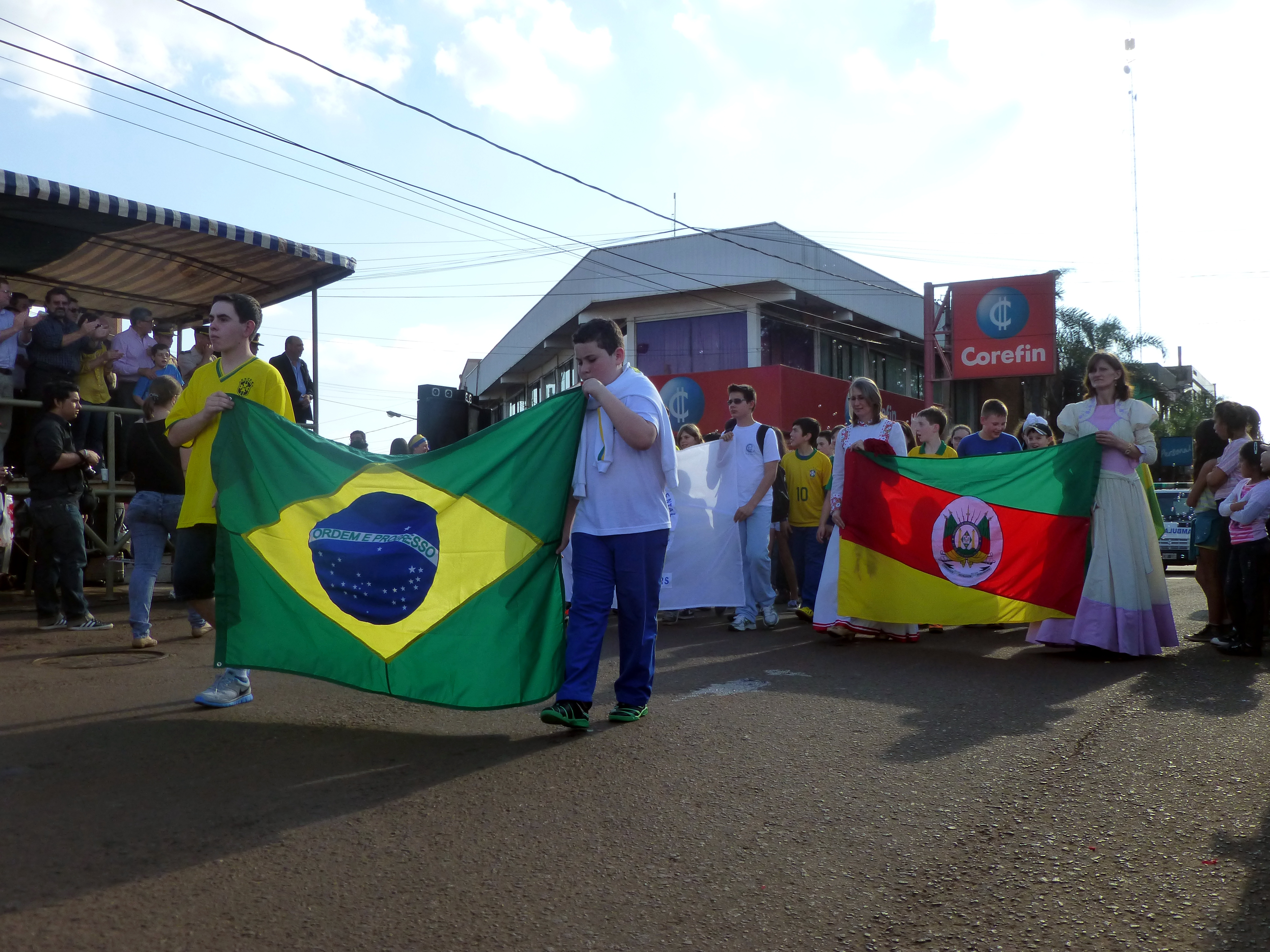
Niños de la escuela Sinodal Sete de Setembro de Não-Me-Toque, Río Grande del Sur, durante el desfile de inauguración de la XXXIV Fiesta Nacional del Inmigrante.

| 2000  | 1091   |
| 2001  | 1060   |
| 2002  | 688    |
| 2003  | 859    |
| 2004  | 1111   |
| 2005  | 1488   |
| 2006  | 3788   |
| 2007  | 5241   |
| 2008  | 4221   |
| 2009  | N/D    |
| 2010  | N/D    |
| 2011  | N/D    |
| 2012  | N/D    |
| 2013  | N/D    |
| 2014  | N/D    |
| 2015  | 5.993  |
| 2016  | 7.680  |
| 2017  | 7.999  |
| 2018  | 8.572  |
| 2019  | 6.497  |
| 2020  | 3.309  |
| 2021  | 2.995  |
| 2022  | 12.606 |
| Total | 75.198 |

## Brasileños destacados en Argentina

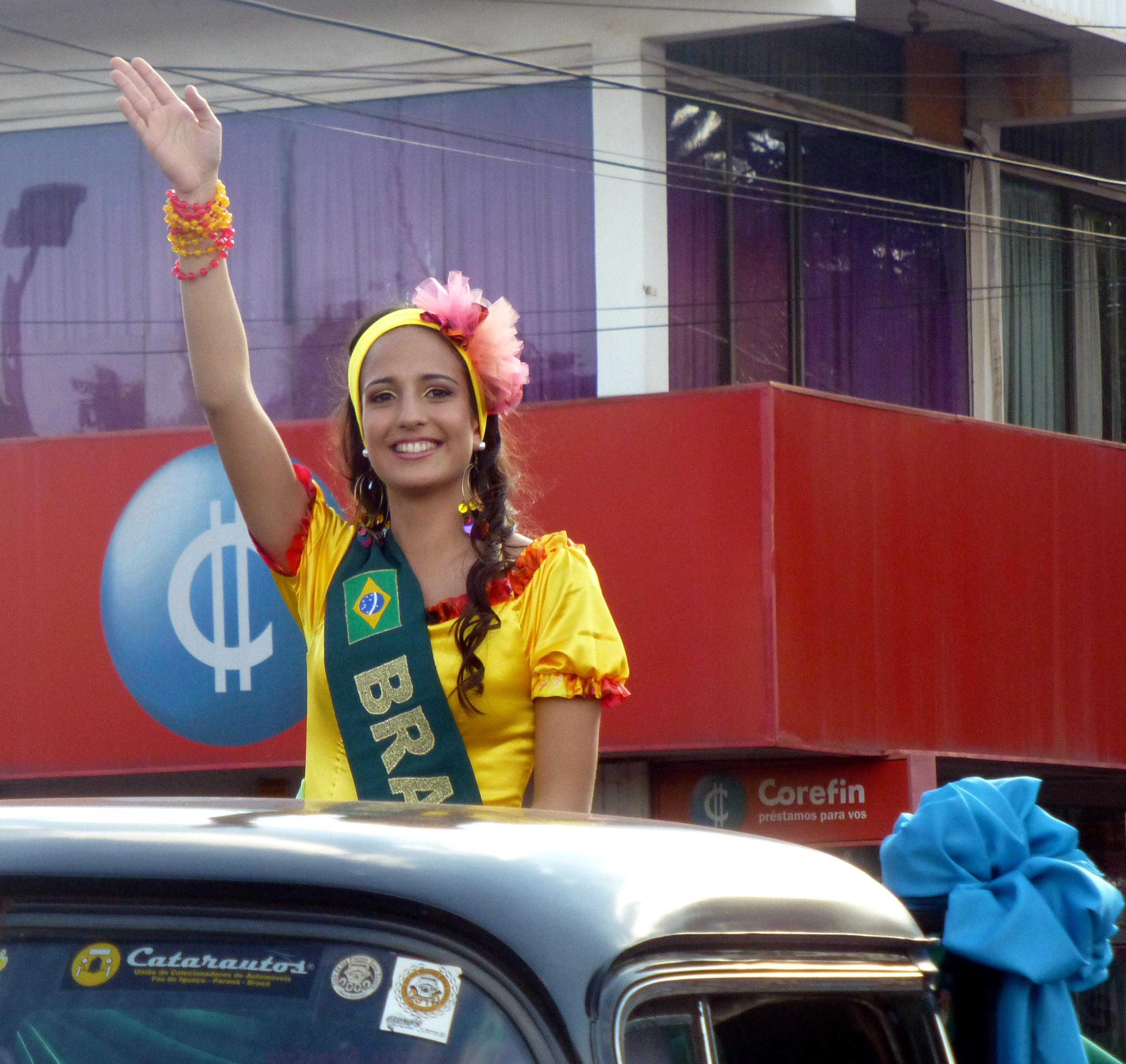
Hevelin De Amaral Staggemeier, representante de la colectividad brasileña, durante el desfile de inauguración de la XXXIV Fiesta Nacional del Inmigrante.

- Patricia Maldonado
- Juan Darthés
- Olegario Víctor Andrade
- Isela Costantini
- Anamá Ferreyra
- Diego Lichtenstein
- Luis Ventura
- Lola Bezerra
- Luana Volnovich